# Atena Pachko
Atena Pachko (en ukrainien : Атена-Святомира Василівна Пашко, en polonais : Atena Swiatomira Paszko), née le 10 octobre 1931 à Boutchatch et morte le 20 mars 2012 à Kiev, est une artiste, écrivaine, poète et ingénieure née en Ukraine et réfugiée en Pologne.

## Biographie
Elle doit subir la répression de la part des autorités ukrainiennes, interdiction de publier ses œuvres, perquisitions, licenciement et à l'emprisonnement.
En 1991 elle est élue à la président de l'Union des femmes ukrainiennes.

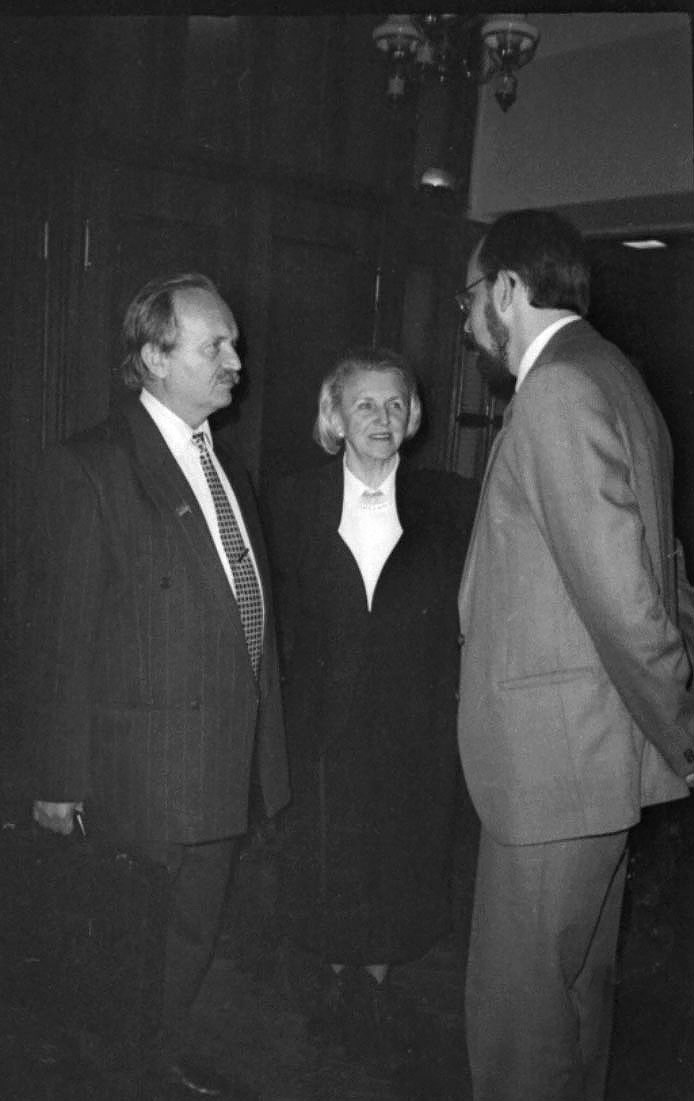
En 1995 à Kiev avec son époux.

## Œuvres
- A la croisée des chemins (На перехрестях), 1989 ;
- Au bout de la bougie (На вістрі свічки), 1991[2] ;
- Lame de mon chemin (Лезо моєї стежки), 2007.